# Sylvia Pankhurst

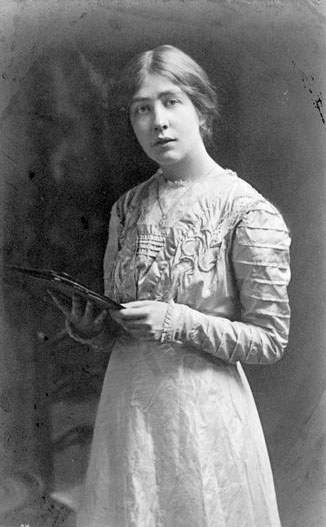
Sylvia Pankhurst (1909)

Estelle Sylvia Pankhurst (* 5. Mai 1882 in Manchester; † 27. September 1960 in Addis Abeba) war eine kommunistische Frauenrechtlerin und Aktivistin der Suffragettenbewegung.

## Leben
Pankhurst ist die Tochter von Richard Marsden Pankhurst und Emmeline Goulden Pankhurst, Mitglieder der Independent Labour Party, die sich sehr für die Rechte der Frau engagierten; auch ihre Schwester Christabel wurde zur Aktivistin. Ab 1906 widmete sie, zusammen mit ihrer Schwester und der Mutter, ihre gesamte Zeit der Women’s Social and Political Union. Doch im Unterschied zu ihnen interessierte sie sich weiterhin für die Arbeiterbewegung.
1912 brach sie mit der WSPU im Streit über die Befürwortung von Brandstiftungen durch die Gruppierung. Sylvia Pankhurst gründete die East London Federation of Suffragettes (ELFS), die über Jahre hinweg ihren politischen Ansatz weiter entwickelte und ihren Namen entsprechend änderte, zunächst in Women’s Suffrage Federation und dann in Workers’ Socialist Federation. Sie gründete die Zeitung der WSF, Women’s Dreadnought, aus der später das Workers Dreadnought wurde.
Die Gruppe bewegte sich weiter nach links und nahm zeitweilig den Namen „Communist Party, Britische Sektion der Dritten Internationale“, an, obwohl sie dies tatsächlich nie war. Die CP(BSTI) war, im Gegensatz zur neu gegründeten Communist Party of Great Britain (CPGB), gegen den Parlamentarismus. In der gleichen Bewegung wie die Bolschewiki zu sein, wurde jedoch als wichtig angesehen, sodass die CP(BSTI) sich auflöste, um in der größeren, offiziellen kommunistischen Partei aufzugehen. Doch diese Einheit sollte nicht lange halten; als die Führung der CPGB von Sylvia Pankhurst verlangte, das Workers Dreadnought der Partei zu unterstellen, anstatt es als ihr persönliches Organ weiterzuführen, revoltierte sie. Sie wurde aus der CPGB ausgeschlossen und gründete die ebenfalls kurzlebige Communist Workers Party.
Pankhurst schloss sich der linkskommunistischen Bewegung an und wurde aus ihrer Organisation ausgeschlossen. Sie war eine wichtige Figur der kommunistischen Bewegung ihrer Zeit und nahm an Treffen der Internationale in Russland und Amsterdam teil sowie an Treffen der italienischen sozialistischen Partei. Sie stritt sich mit Lenin und unterstützte Kommunisten wie Amadeo Bordiga und Anton Pannekoek.

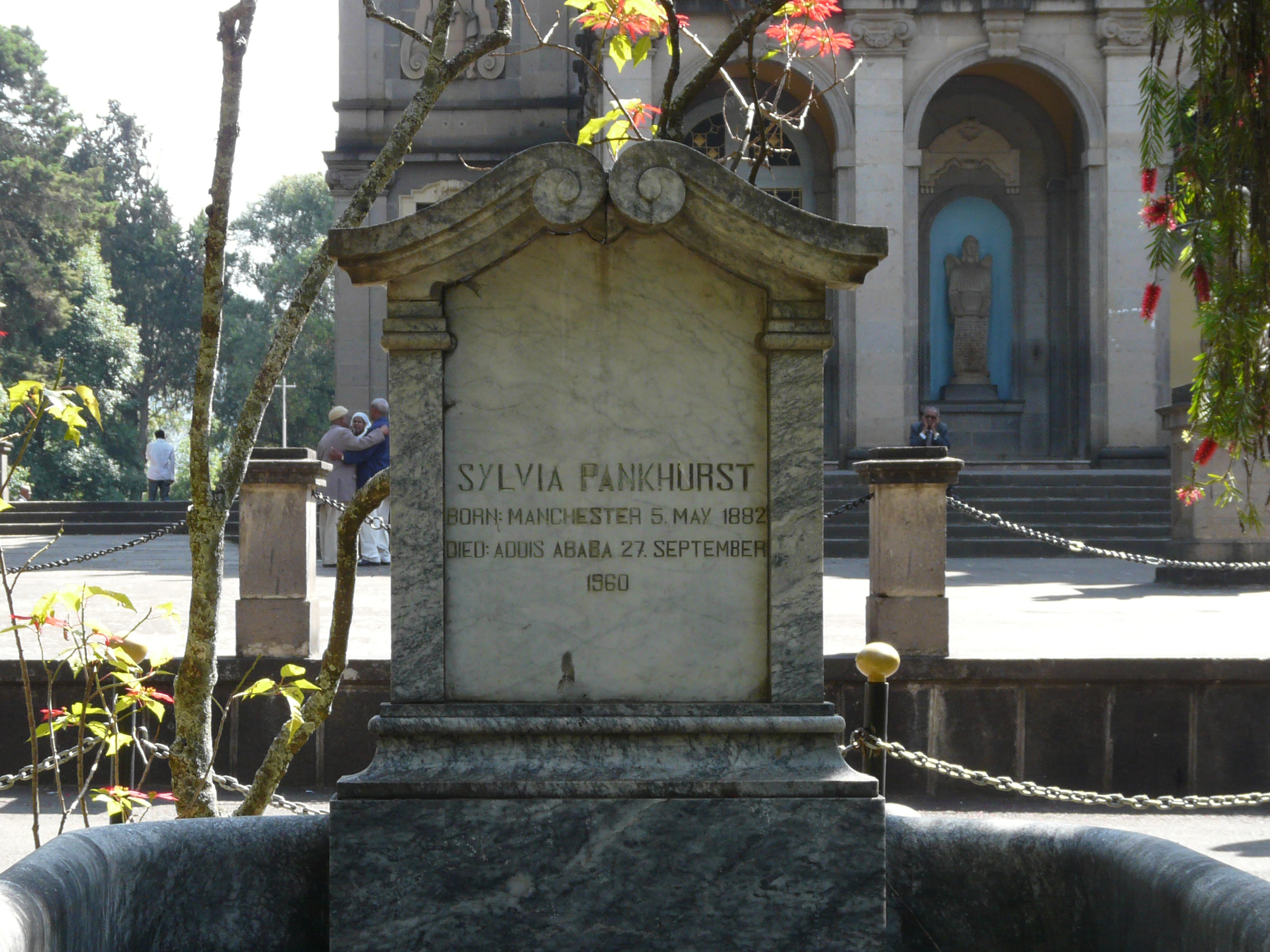
Pankhursts Grab in Addis Abeba

Mitte der 1920er Jahre bewegte sich Pankhurst vom Kommunismus weg, engagierte sich aber weiterhin für Antifaschismus und Antikolonialismus. Sie reagierte auf die italienische Besatzung Äthiopiens, indem sie das Workers Dreadnought 1936 in The New Times and Ethiopia News umbenannte und zur Anhängerin von Haile Selassie wurde. Sie sammelte Geld für Äthiopiens erstes Lehrkrankenhaus und schrieb ausführlich über äthiopische Kunst und Kultur; ihre Forschungsergebnisse wurden als Ethiopia, a Cultural History (London: Lalibela House, 1955) veröffentlicht. 1956 zog sie mit ihrem Sohn Richard nach Addis Abeba und gründete die Monatszeitschrift Ethiopia Observer, die das Leben und die gesellschaftliche Entwicklung in Äthiopien thematisierte.
Pankhurst starb 1960 und wurde vor der Dreifaltigkeitskathedrale in Addis Abeba begraben.

## Werke (Auswahl)
- The Suffragette Movement. An intimate account of persons and ideals., New York, 1911. Neue Ausgabe: Virago Press, London 1988, ISBN 0-86068-026-6
- Education of the masses, The Working Dreadnought, London, 1918
- Soviet Russia as I saw it. The Working Dreadnought, London 1921
- India and the Earthly Paradise. Bombay, Sunshine Publishing House, 1926
- Delphos or the Future of International Language. London, Kegan Paul, Trench, Trubner & Co, 1927
- Save the Mothers. A plea for measures to prevent the annual loss of about 3000 child-bearing mothers and 20,000 infant lives in England and Wales. London, A.A. Knopf, 1930
- The Suffragette Movement. An Intimate Account of Persons and Ideals, 1931. Reissued 1984 by Chatto & Windus.
- The Home Front. A Mirror to Life in England During the First World War, 1932. Reissued 1987 by The Cresset Library
- The Life of Emmeline Pankhurst. The suffragette struggle for women's citizenship, London, T. Werner Laurie, 1935
- Ex-Italian Somaliland. New York, Greenwood Press, 1951. Ausgabe 1969
- Eritrea on the Eve: The Past and Future of Italy's "First-Born" Colony, Ethiopia's Ancient Sea Province. Woodford Green, New Times and Ethiopia Books, 1952
- Ethiopia and Eritrea: The Last Phase of the Reunion Struggle 1941–52. Woodford Green, Lalibela House, 1953. Mit Richard Pankhurst
- Ethiopia. A cultural history. Lalibela House, Woodford Green, Essex, 1955.
- The life of Emmeline Pankhurst. The suffragette struggle for womens' citizenship. Laurie Books, London 1935
- Kathryn Dodd (Hrsg.): A Sylvia Pankhurst Reader. University Press, Manchester 1993, ISBN 0-7190-2888-4.